# حرق اللسان بالشطة
حرق اللسان بالشطة هو طريقة لتأديب الطفل عن طريق وضع الشطة في فمه. وهي غالبًا تعتبر بمثابة إساءة في معاملة الأطفال، ولكنها لا تزال منتشرة لدى بعض أولياء الأمور في الولايات المتحدة.

## الشعبية والانتشار
تؤيد النجمة السابقة في طفولتها ليزا ويلتشيل طريقة حرق اللسان بالشطة في كتابها المطبوع التهذيب المبتكر (Creative Correction). وتزعم ويلتشيل في هذا الكتاب أن هذه الممارسة تعد أكثر فاعلية وإنسانية عن العقوبات البدنية التقليدية، مثل الصفع؛ وقد ذكرت هذا الرأي مجددًا عندما كانت تروج لكتابها من خلال البرنامج التلفزيوني صباح الخير يا أمريكا، حيث قالت إنه في أثناء تنشئة أطفالها وجدت هذه الطريقة ناجحة بينما فشلت الطرق الأخرى. ويوصي كتاب ويلتشيل باستخدام مقدار «ضئيل» للغاية من الشطة، ويعدد مجموعة من البدائل مثل شراب الليمون أو الخل.
تمت الإشارة إلى هذه الطريقة كذلك في مقال عام 2001 في مجلة المرأة المسيحية اليوم (Today's Christian Woman)، حيث تم اقتراح استخدام مجرد «قطرة»، مع سرد لبعض المواد الأخرى البديلة.
بينما يعود الفضل إلى هذه المطبوعات في الترويج لطريقة حرق اللسان بالشطة، ويعتقد بأن هذه الطريقة تم استقاؤها من ثقافة جنوب الولايات المتحدة، حيث تشتهر بين أطباء الأطفال والأطباء النفسيين والمتخصصين في رعاية الأطفال.

## المخاطر
إن مركب كابسيسين الذي يولد الشعور بالطعم «الحارق» في معظم الصلصات الحارة يمكن أن يتسبب في تورم في مريء الطفل ولسانه، مما يؤدي للتعرض إلى خطر الاختناق. وهناك أيضًا احتمالية وجود أنواع حساسية غير معروفة؛ ويعتقد بأن ثلث نسبة البالغين في العالم يعانون من عدم التحمل البيولوجي تجاه تناول الكابسيسين.